# Anastase de Tirana
Pour les articles homonymes, voir Anastase.
L'archevêque Anastase (en grec : Αναστάσιος Γιαννουλάτος, en albanais : Anastas Janullatos), né le 4 novembre 1929 au Pirée en Grèce et mort le 25 janvier 2025 à Athènes, est le primat de l'Église orthodoxe albanaise avec le titre d'Archevêque de Tirana, de Durrës et de toute l'Albanie (depuis le 24 juin 1992 jusqu’à sa mort).
Il est l’un des huit présidents du Conseil œcuménique des Églises de 2006 à 2013.

## Biographie

### Éducation et prêtrise
Anastase Janullatos est né au Pirée en 1929. Diplômé de la faculté de Théologie de l'université d'Athènes en 1951, il est ordonné diacre en 1960 puis prêtre en 1964.
Souhaitant devenir missionnaire en Afrique, il part peu après en Ouganda mais il y contracte la malaria . Ses médecins lui déconseillant fortement de prolonger son séjour sur place, il retourne finalement en Grèce.
À partir de 1965, il étudie l'histoire des religions et l'ethnologie dans les universités de Hambourg et de Marbourg, et devient chercheur à l'université Makerere de Kampala. En 1970, il obtient un doctorat en Théologie avec la mention summa cum laude. En 1972, il devient professeur associé en histoire des religions de l'université d'Athènes, et deviendra professeur à part entière en 1976.

### Évêque
En novembre 1972, il est consacré évêque avec le titre d'évêque d'Androussa. En 1981, en raison de sa bonne connaissance de l'Afrique il est nommé évêque en Afrique de l'est (son diocèse couvre le Kenya, l'Ouganda, la Tanzanie). Sous sa direction, un séminaire a été ouvert et 67 nouvelles églises ont été construites, ainsi que des écoles et centres médicaux. Il a également supervisé la traduction de livres liturgiques en quatre langues locales.

### Primat de l'Église d'Albanie
En 1991, à la suite de la chute du communisme, l'Église orthodoxe albanaise cherche à se relever. Interdite et exterminée sous le régime communiste (qui avait interdit toutes les religions et déclaré l'Albanie État officiellement athée), elle ne compte au début des années 1990 plus que 22 clercs, contre 440 en 1940.
Dans ce contexte, le patriarche de Constantinople, Dimitri Ier, envoie l'évêque Anastase en Albanie pour qu'il aide à la restauration de l'Église locale. En 1992, il est intronisé archevêque de Tirana et Primat de l'Église orthodoxe d'Albanie.
Il réorganise toute la vie religieuse sur place après 46 ans d'interdiction de la religion. Plus de 400 paroisses désaffectées sont rouvertes, 150 nouvelles églises seront construites par la suite, 150 nouveaux clercs seront formés puis ordonnés. Parallèlement, des établissements d'enseignement supérieur sont créés, ainsi que des centres de formation dans les domaines de la santé, de l'éducation et du développement rural.
Pendant la guerre du Kosovo, il met en place un vaste programme humanitaire qui permet de venir en aide à plus de 40 000 réfugiés dans le pays.
En 1998, il est nommé membre honoraire de l'académie de théologie de Moscou. En 2000, il est proposé pour le prix Nobel de la paix. Il est président honoraire de la Conférence mondiale des religions pour la Paix.
Il meurt le 25 janvier 2025 alors qu'il est hospitalisé à Athènes. Son corps est rapatrié en Albanie où des milliers d'Albanais viennent lui rendre hommage.
Ses funérailles ont lieu le 30 janvier à Tirana en présence notamment du président albanais Bajram Begaj, du premier ministre Edi Rama, du premier ministre grec Kyriakos Mitsotakis et de nombreuses délégations d'églises orthodoxes 

## Source
- (en) Cet article est partiellement ou en totalité issu de l’article de Wikipédia en anglais intitulé « Anastasios of Albania » (voir la liste des auteurs).